# Sergej Firsanov
Sergej Nikolaevič Firsanov (in russo Сергей Николаевич Фирсанов?; Velikie Luki, 3 luglio 1982) è un ex ciclista su strada russo, professionista dal 2012 al 2018.
Nel 2016 ha vinto la Settimana Internazionale di Coppi e Bartali e il Giro dell'Appennino, e per la prima volta in carriera ha disputato un Grande Giro, chiudendo al trentesimo posto (primo della propria formazione) il Giro d'Italia.

## Palmarès
- 2005 (Rietumu Bank, una vittoria)

Classifica generale Giro della Toscana Under-23
- 2006 (Premier/Rietumu Bank-Riga-Ideal, due vittorie)

6ª tappa Bałtyk-Karkonosze Tour
5ª tappa, 1ª semitappa Tour de Bulgarie
- 2007 (Rietumu Bank-Riga, una vittoria)

Memorial Oleg D'jačenko
- 2008 (Rietumu Bank-Riga, sei vittorie)

2ª tappa Ringerike Grand Prix (Geilo > Beitostølen)
2ª tappa Way to Pekin
3ª tappa Way to Pekin
7ª tappa Way to Pekin
Classifica generale Way to Pekin
4ª tappa, 1ª semitappa Giro di Slovacchia
- 2009 (Team Designa Køkken, quattro vittorie)

3ª tappa Boucle de l'Artois (Arras > Parc d'Ohain)
Classifica generale Boucle de l'Artois
2ª tappa Ringerike Grand Prix (Geilo > Beitostølen)
Classifica generale Ringerike Grand Prix
- 2010 (Team Designa Køkken-Blue Water, due vittorie)

2ª tappa Five Rings of Moscow (Mosca > Mosca)
Classifica generale Five Rings of Moscow
- 2011 (Itera-Katusha, tre vittorie)

3ª tappa Grand Prix of Adygeya (Majkop > Majkop)
2ª tappa Five Rings of Moscow (Mosca > Mosca)
Classifica generale Five Rings of Moscow
- 2012 (RusVelo, tre vittorie)

1ª tappa Grand Prix of Adygeya (Kamennomostskij > Pobeda, cronometro)
2ª tappa Vuelta a la Comunidad de Madrid (Colmenar Viejo > Puerto de la Morcuera)
Classifica generale Vuelta a la Comunidad de Madrid
- 2014 (RusVelo, due vittorie)

1ª tappa Tour of Kavkaz (Tul'skij > Guzeripl')
Classifica generale Tour of Kavkaz
- 2015 (RusVelo, quattro vittorie)

Grand Prix of Sochi Mayor
2ª tappa Grand Prix of Adygeya (Tul'skij > Guzeripl')
Classifica generale Grand Prix of Adygeya
5ª tappa Tour d'Azerbaïdjan (Baku > Baku)
- 2016 (Gazprom-RusVelo, tre vittorie)

2ª tappa Settimana Internazionale di Coppi e Bartali (Riccione > Sogliano al Rubicone)
Classifica generale Settimana Internazionale di Coppi e Bartali
Giro dell'Appennino

### Altri successi
- 2012 (RusVelo)

Classifica a punti Vuelta a la Comunidad de Madrid
- 2016 (Gazprom-RusVelo)

1ª tappa, 2ª semitappa Settimana Internazionale di Coppi e Bartali (Gatteo a Mare > Gatteo, cronosquadre)
Classifica scalatori Settimana Internazionale di Coppi e Bartali

## Piazzamenti

### Grandi Giri
- Giro d'Italia

2016: 30º
2017: 96º

### Classiche monumento
- Milano-Sanremo

2018: 74º
- Giro di Lombardia

2016: ritirato
2017: 90º

### Competizioni mondiali
- Campionati del mondo su strada

Limburgo 2012 - Cronosquadre: 14º
Limburgo 2012 - Cronometro Elite: 29º
Limburgo 2012 - In linea Elite: ritirato